# HellBent
HellBent is een Amerikaanse thriller-horrorfilm uit 2004 onder regie van Paul Etheredge-Ouzts.

## Verhaal
Twee homo's worden gestoord door een seriemoordenaar, terwijl ze vrijend in een park liggen in Hollywood op Halloween. Ze worden vermoord en 's nachts besluiten een paar andere homoseksuele jongeren om de plaats te bezoeken.

## Rolverdeling
- Dylan Fergus - Eddie
- Bryan Kirkwood - Jake
- Hank Harris - Joey
- Andrew Levitas - Chaz
- Jazzmun - Pepper

## Trivia
- De film heeft de naam ’s werelds eerste ‘gay slashermovie’ te zijn.